# Francesc Oliver Fradera
Francesc Oliver Fradera (Calella, Maresme, 18 de desembre de 1924 - Pineda de Mar, Maresme, 12 de febrer de 1998) va ser un pintor català. Va treballar totes les tècniques generalment utilitzades en les arts plàstiques, principalment dibuix, aquarel·la, oli i gravats. La seva obra es caracteritza per tenir colors vius, una aplicació compacta de la pintura, pinzellades distingibles i temes de la vida real.
La vocació pictòrica d'Oliver recull des de ben jove les tendències artístiques del moment amb pintures emmarcades en el postimpressionisme, exaltant el color i la forma. En l'edat adulta, els temes paisatgístics i humans van començar a marcar la seva obra, obrint nous camins i emfatitzant la representació del sentiment i la visió de la realitat amb el color com a instrument bàsic del seu llenguatge pictòric.
La seva temàtica preferida fou la costumista: les marines, com un reflex plàstic de l’esplendor lumínic del Mediterrani; el món de les màscares, especialment dins el carnaval venecià; i l’exotisme nord-africà.
Dins el context de la pintura figurativa, Oliver va pintar obres plenes de suggeriments, així com obres esquemàticament sintetitzades. En aquest sentit, el pintor calellenc fou un enamorat del gest, copsant l’instant vital en què es troben els seus personatges com, per exemple, els pagesos, els pescadors o les venedores.
Oliver va exposar arreu de Catalunya, entre altres poblacions, a Calella, Olot, Barcelona i Molins de Rei; però també a altres ciutats de l'estat com Tenerife o Santander. A l'estranger, va exposar obres a Bèlgica, Alemanya i Suïssa.
El periodista i escriptor  Domènec Moli va publicar l'any 1991 un llibre monogràfic dedicat 
a Francesc Oliver, en el qual es reprodueixen unes cent-cinquanta obres del pintor maresmenc seleccionades per Vicenç Coromina.
L'any 2024, l'Ajuntament de Calella va organitzar l'Any Oliver amb motiu del centenari del seu naixement, encetat amb un acte de presentació, organitzant una exposició de quadres de l'artista i un col·loqui sobre l'efemèride, la vida i les obres del pintor.